# David & Golias
A produtora David & Golias (David & Golias - Audiovisuais e Eventos Culturais, Lda.) foi constituída em 1992 por Fernando Vendrell e Luís Alvarães. É uma estrutura de produção audiovisual especializada em Cinema e Televisão. Em 2001, foi sócia fundadora da APC - Associação de Produtores de Cinema. Desenvolve e produz obras de ficção e documentário para cinema e televisão, colaborando com inúmeros realizadores nacionais e internacionais.

## Produção Cinema

### Longas metragens
- Além do Horizonte – A Travessia, Fernando Vendrell (em pós-produção)
- Sobreviventes, José Barahona (2024)
- Sombras Brancas, Fernando Vendrell (2023)
- Variações, João Maia (2018)
- Infância, Adolescência, Juventude,Ruben Gonçalves (2018)
- Aparição, Fernando Vendrell  (2017)
- Estive em Lisboa e lembrei de Você, José Barahona (2015)
- Bobô, Inês Oliveira (2013)
- O Grande Kilapy, Zézé Gamboa (2012)
- Em Segunda Mão, Catarina Ruivo (2012)
- Pele, Fernando Vendrell (2005)
- O Herói, Zézé Gamboa (2004)
- Terra Longe, Daniel E. Thorbecke (2003)
- Fintar o Destino, Fernando Vendrell (1998)

### Curtas metragens
- Dog Day, David Bonneville (2025)
- Estrada de Nada, Nuno Canavarro (2015)
- Cigano, David Bonneville (estreia mundial em 2013)
- A Divisão Social do Trabalho Segundo Adam Smith, Fátima Ribeiro (2011)
- Directo, Luís Alvarães (2011)
- Impunidades Criminosas, Sol de Carvalho (2011)
- O Búzio, Sol de Carvalho (2009)
- Bom Dia África, Zézé Gamboa (2009)
- A Nossa Nem Sequer Foi uma História de Amor, Luís Alvarães (2008)
- L'Arc-en-Ciel, David Bonneville (2008)
- A Casa da Montanha, Nuno Canavarro (2008)
- A Rua, José Filipe Costa (2008)
- Procura-se Amigo, Vítor Moreira (2007)
- 3 Caminheiros, João Guerra (2006)
- O Agente de Filipe II, José Diogo Gonçalves (2006)
- Janelas Verdes, João Guerra (2006)
- A6-13, Raquel Jacinto Nunes (2004)
- Portalinho, Paulo Guilherme Santos (2004)
- As Minhas Férias, Fernando Vendrell (2004)
- 14 de Fevereiro, Fernando Vendrell (2002)
- Almirante Reis, Fernando Vendrell (2002)
- Desassossego de Pessoa, Zézé Gamboa (2002)
- Hora d'Almoço, Raquel Jacinto Nunes (2000)

### Documentários
- A Cidade de Joshua (Desenvolvimento)
- Sussurros, Érica Faleiro Rodrigues (em pós-produção)
- O Voo do Crocodilo – O Timor de Ruy Cinatti, Fernando Vendrell (2024)
- Nheengatu – A Língua da Amazónia, José Barahona (2020)
- Tavira Islâmica José Nascimento (2012)
- Éden, Daniel Blaufuks (2011)
- Surrender, Fernanda Paraíso (2011)
- O Manuscrito Perdido José Barahona (2010)
- Livros Viajantes, Madalena Miranda (2009)
- À Margem do Lixo, Evandro Mocarzel (2008)
- Cá Dentro, José Neves (2005)
- Terra Longe, Daniel E. Thorbecke (2003)

## Produção Televisão

### Séries de Televisão
- Cara a Cara,  Fernando Vendrell (em pós-produção) 6 Episódios x 50'
- A Travessia,  Fernando Vendrell (2025) 6 Episódios x 50'
- 3 Mulheres Pós-Revolução T2 Fernando Vendrell (2022) 10 Episódios x 50'
- 3 Mulheres  T1 Fernando Vendrell (2018) 13 Episódios x 50'
- Noite Sangrenta Tiago Guedes e Frederico Serra (2010) 2 Episódios x 55'
- O Dia do Regicídio, Fernando Vendrell (2008) 6 Episódios x 50'
- Bocage Fernando Vendrell (2006) 8 Episódios x 50'
- 7 Peças Curtas (1998/1999)

1. Não Há-de Ser Nada (Brandon Cole), Luís Alvarães
2. No Fotógrafo (Karl Valentin), Adriano Luz e Luís Fonseca
3. O Aniversário no Banco (Anton Tchekov), António Pires e Fernando Vendrell
4. Vida Breve em Três Fotografias (Bernardo Santareno), Fátima Ribeiro
5. Três Noites sem Dormir (Caryl Churchill), Álvaro Correia e Luís Fonseca
6. Não se Pode Pensar em Tudo (Alfred Musset) Luís Alvarães
7. Camaradagem (Collete), Vasco Pimentel

### Telefilmes
- Noite Sangrenta Tiago Guedes e Frederico Serra (2010)
- O Dia do Regicídio, Fernando Vendrell (2008)